# Peltierelement

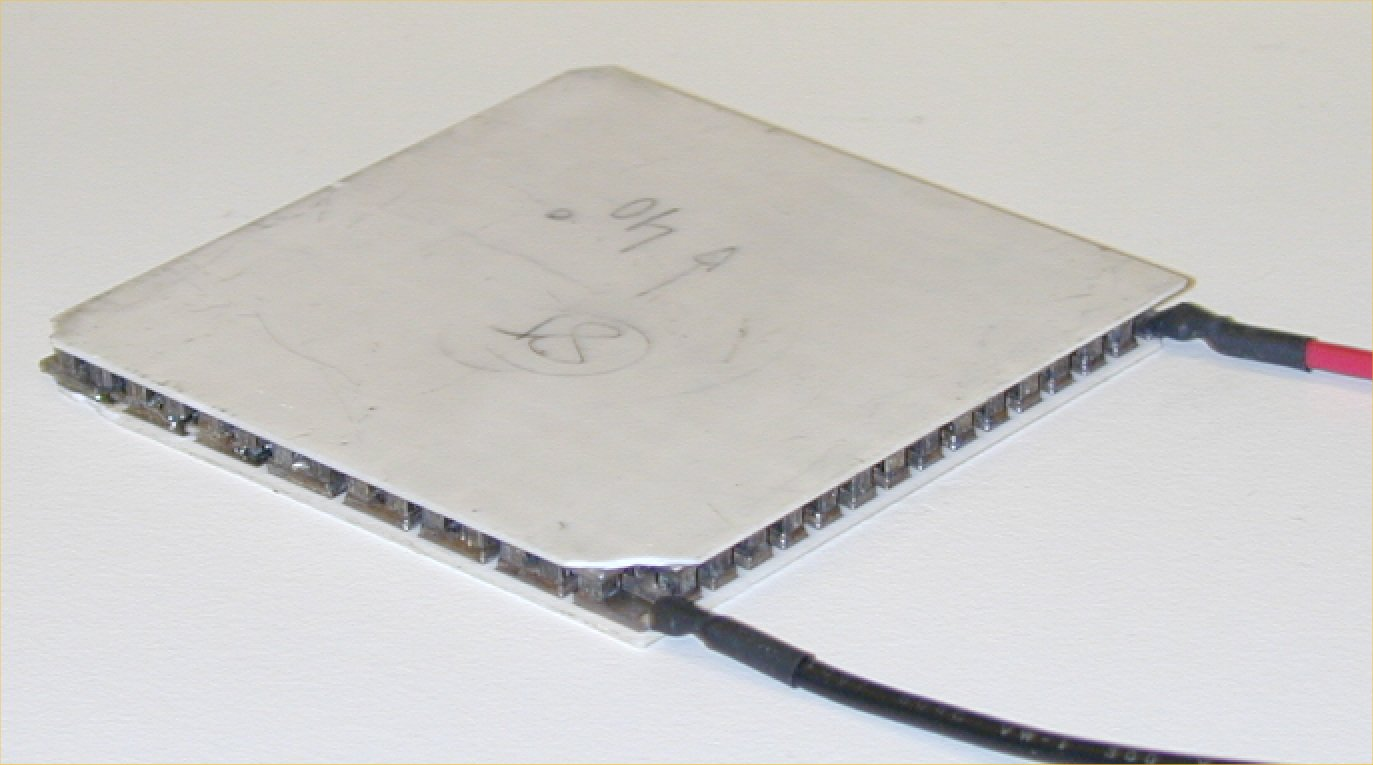
Een aaneenschakeling van eenheden kan praktisch als koel- of verwarmingselement toegepast worden

Een peltierelement (peltier-seebeck- of passief thermo-elektrisch element) is een elektrische component die gebruikt kan worden om warmte te verplaatsen van een koude naar een warme plek of om een elektrische stroom op te wekken uit een temperatuurverschil. Het element is genoemd naar het peltiereffect en het seebeckeffect die beide de basis vormen waarop de werking van het element berust. Andere namen voor een peltierelement zijn: peltierkoeler, peltierverwarmer, thermo-elektrische warmtepomp, peltierdiode, peltierwarmtepomp, solid state-koeler, halfgeleiderkoeler of thermo-elektrische koeler.

## Warmtepomp
Een peltierelement kan dienen als een solid-state halfgeleider actieve warmtepomp, die warmte transporteert van één zijde van het toestel naar de andere zijde van het toestel tegen de temperatuurgradiënt in (van koud naar warm), met verbruik van elektrische energie. Omdat opwarmen veel gemakkelijker bereikt kan worden met andere methoden, worden peltierelementen meestal alleen gebruikt om te koelen. Met een peltierelement kan een warmtepomp gerealiseerd worden zonder bewegende delen of vloeistoffen. Deze is daardoor zeer onderhoudsarm en in principe volkomen trillingsvrij. Deze voordelen wegen in sommige speciale toepassingen op tegen het grote nadeel van een peltierelement als warmtepomp: zijn geringe rendement.

Figuur 1

Grafisch wordt het peltiereffect weergegeven in figuur 1: een stroombron stuurt een stroom I door een metalen geleider die gemaakt is van metaal B. Op de peltier-overgang T2 tussen metaal B en metaal A wordt warmte uit de omgeving opgenomen. Op de overgang T1 tussen metaal A en metaal B wordt deze warmte weer afgegeven. 
Het rendement van een peltier-seebeckelement is afhankelijk van de combinatie van de gebruikte metalen. Hoewel in beginsel elke combinatie van twee verschillende metalen gebruikt kan worden, is het effect bij bepaalde combinaties veel groter dan bij andere. Het peltiereffect werkt overigens ook bij een overgang tussen twee verschillende halfgeleiders (preciezer: een N-gedoteerde halfgeleider en een P-gedoteerde halfgeleider), maar aangezien deze nog niet waren ontdekt ten tijde van de ontdekking van het peltiereffect zelf, heeft Jean Peltier hier nooit weet van gehad.

## Peltiereffect
Het peltier-seebeckelement is gebaseerd op het peltiereffect, zo genoemd naar zijn ontdekker Jean Peltier. Deze ontdekte in 1834 dat wanneer er een elektrische stroom vloeit door een grensvlak tussen twee verschillende metalen, er een warmte-effect optreedt: warmte wordt getransporteerd van de overgang tussen metalen A en B naar de overgang tussen metalen B en A, en op het seebeckeffect ontdekt in 1821 en genoemd naar zijn ontdekker Thomas Seebeck. 
Qua effect is een peltier-seebeckelement het omgekeerde van een thermokoppel: hierbij wordt een temperatuurverschil over een overgang tussen verschillende metalen omgezet in een elektrische spanning door gebruik te maken van het seebeckeffect.